# Chris Benoit
Christopher Michael Benoit, född 21 maj 1967 i Montréal, död 24 juni 2007 i Fayetteville, Georgia, var en fransk-kanadensisk wrestlare och misstänkt mördare som arbetade för World Wrestling Entertainment (WWE) på ECW. Benoit höll flera titlar inom flera wrestlingförbund, varav WWE:s World Heavyweight Championship är den mest prestigefyllda.

## Tidig karriär
Chris Benoit började sin karriär i Stu Hart's Stampede Wrestling Promotion. Han vann flera International Tag Team-titlar och brittiska samfundstitlar där, och hade ett antal singelmatcher mot Johnny Smith. 1989 övergick Chris Benoit till New Japan Pro Wrestling, med mask och under namnet The Pegasus Kid, en hyllning till hans idol och förebild, The Dynamite Kid. Chris Benoit förlorade till slut sin mask i Mexiko och ändrade sitt ringnamn till Wild Pegasus. 
Chris Benoits första stora titel kom 1991 med vinst i WGP Junior Heavyweight. Han fortsatte och vann Super J Cup turneringen 1994.

## Extreme Championship Wrestling och World Championship Wrestling
Chris Benoit skrev på för Extreme Championship Wrestling där han bytt sin pegasusgimmick för att bli kallad "The Canadian Crippler". Han vann tillsammans med Dean Malenko ECW:s Tag Team-titlar från Sabu och Tazmaniac. 
Chris Benoit skrev på kontrakt för World Championship Wrestling sent 1995, där han blev medlem i Four Horsemen, tillsammans med Ric Flair, Arn Anderson och Brian Pillman. 
Chris Benoit vann de tre första matcherna mot BookerT, men blev diskvalificerad och Booker vann matchen. En ny matchblev öppningsmatchen på The Great American Bash 1998. Vinnaren skulle få möta mästaren, Dave Finlay senare på samma gala och även om Bokker vann så ökade intresset för matcher mellan dem
1999 försökte Chris Benoit vinna WCW:s Tag Team titlar ifrån Raven och Perry Saturn i en serie matcher. Senare besegrade Benoit och Malenko, Curt Hennig och Barry Windham och vann titlar, och senare vann han också The United States titeln. Chris Benoits mest uppmärksammade match i WCW var mot Bret Hart på WCW Nitro oktober 1999 i Kansas City. I november möttes de igen i finalen för den vakanta världsmästartitel. Chris Benoit förlorade matchen, men fick en ny chans i januari 2000 på galan Souled Out, han vann matchen emot Sid Vicious och vann titeln.
Dagen därpå lämnade Benoit WCW med tre kollegor för att övergå till World Wrestling Federation.

## World Wrestling Federation
De fyra kallade sig The Radicalz. I april 2000 vann Chris Benoit sin första titel i WWF, the Intercontinental title. Eftersom han försvarade sin titel så ofta, skulle han bli känd som "the most fightingest Intercontinental Champion" i WWF historia. 
I maj 2001 skulle Chris Benoit gå samman med sin gamla rival, Chris Jericho, för att besegra Triple H och Stone Cold i en match för WWF:s Tag Team titlar. På King of the Ring 2001 sattes Chris Benoit in i en Triple Threat-match mellan, WWF-mästaren Stone Cold och f.d Tag Team-partnern, Chris Jericho. I matchen landade Benoit hårt på sin nacke. Han genomgick nackkirurgi under juni 2001. Han hade rubbat en disk så att hans ryggrad skadades. Det krävde ryggradsfusionkirurgi och Benoit hamnade på skadelistan för resten av 2001. 

### Återkomsten
Efter att ha återvänt till Smackdown blev han och Kurt Angle, de förste vinnarna av de nya WWE Tag Team titlarna som är exklusiva för Smackdown.  
Chris Benoit mötte mästaren Angle på Royal Rumble 2003. Även om Benoit förlorade matchen, fick han en stående ovation. I juni 2003, blev the United States Championship återupplivat där Chris Benoit förlorade i final mot Eddie Guerrero. 

### Världsmästare i Tungvikt
25 januari 2004, vann Chris Benoit Royal Rumble, genom att sist eliminera Big Show, och genom detta förtjäna ett Världstitel-tillfälle på Wrestlemania XX.
Den 14 mars 2004 vann Chris Benoit the World Heavyweight Championship genom att få Triple H att ge upp. Benoit använde sitt signaturgrepp, the Crippler Crossface. 15 augusti 2004 förlorade Benoit världsmästartiteln till Randy Orton på galan Summerslam.

### Tillbaka till Smackdown
24 juli 2005 på The Great American Bash i Buffalo, New York misslyckades Benoit med att vinna USA-bältet från Orlando Jordan. Benoit mötte Jordan i en returmatch vid Summerslam samma år och besegrade Jordan. På de två följande Smackdown besegrade Benoit Jordan igen på 23.4 sekunder, respektive 22.5 sekunder. Två veckor senare, vann Benoit igen på 49.8 sekunder.
På Wrestlemania 22 förlorade Benoit USA-titeln till JBL. 
Benoit tog en plats i turneringen 2006 bara för att bli besegrad av Finlay i första ronden. 
Följande Smackdown besegrade han Ken Kennedy för USA-bältet, vilket statuerade hans femte regeringstid med detta mästarbälte.

### Ringnamn
- The Crippler
- The Canadian Crippler
- The Rabid Wolverine
- Toothless Aggression

## Hans död
Chris Benoit, hans fru Nancy och deras 7 år gamla son Daniel rapporterades döda på måndagen den 25 juni 2007 i sitt hem i Fayetteville, Georgia. Den lokala polisen har bekräftat att Chris Benoit dödat sin fru och son genom att strypa dem och sedan hängt sig själv i sitt gym. Det har senare framkommit att polisens slutsats kan ha varit felaktig. Enligt obduktionen avled Benoit med största sannolikhet 23 juni 2007, och inte den 24 som är det officiella datumet. Trots det fick Chris Benoits kollega och vän Chavo Guerero Jr, enligt egen utsago, ett SMS från Chris mobiltelefon den 24 juni där det stod att "hundarna är i garaget". Lite senare fick han även ett SMS från Nancy Benoits mobil med samma text. Lite senare fick han även ett SMS från Chris telefon med familjen Benoits adress trots att Chavo redan kände till adressen. Vidare hittade polisen nyligen använda sprutor med heroin, men ingen i familjen hade heroin i sig.